# Roger Raveel
Roger Raveel (* 15. Juli 1921 in Machelen-aan-de-Leie, Belgien; † 30. Januar 2013 in Deinze) war ein belgischer Maler und wichtiger Vertreter der Neuen Figuration. Er lebte und arbeitete in seinem Geburtsort.

## Leben und Werk
Roger Raveel erhielt seine erste akademische Ausbildung bei Hubert Malfait (1898–1971) in Deinze von 1933 bis 1937 und als freier Student von 1940 bis 1941. Diese Ausbildung setzte er von 1942 bis 1945 an der Königlichen Akademie der Schönen Künste in Gent fort.
Im Jahre 1948 gründete er die Gruppe La Relève, zusammen mit Jan Burssens, Kamiel D'haben und Pierre Vlerick. Die neuen technischen Möglichkeiten, die Physik und neue technische Entwicklungen gaben ihm einen anderen Blick auf die Welt. Er wollte eine neue Welt in seiner Kunst schaffen, die sich auf eine neue separate und spezifische Gestaltung und Inhalte einlassen sollte.
Raveels Stil zeichnet sich durch eine Mischung aus abstrakter und figurativer Malerei aus. Seine erste Einzelausstellung hatte er im Festpalais in Ostende im Jahr 1960. Im Jahr 1968 war Raveel mit fünf seiner Bilder Teilnehmer der 4. documenta in Kassel.

## Ehrungen (Auswahl)
Zu seinem 95. Geburtstag am 15. Juli 2016 wurde Raveel mit einem Google Doodle geehrt.